# Dag Bergman
Dag Erik Bergman, född 23 oktober 1914, död 10 december 1984 i Aten, Grekland, var en svensk diplomat.

## Biografi
Bergman var son till prästen Erik Bergman och sjuksköterskan Karin Bergman, född Åkerblom, samt bror till filmregissören Ingmar Bergman och författaren Margareta Bergman. Enligt Karin Lannby var Bergman anställd i underrättelseorganisationen C-byrån samt var Finlandsfrivillig och aktiv i Sveriges nationella förbund.
Bergman blev fil. kand. vid Uppsala universitet 1938 och tog juris kandidatexamen vid Stockholms högskola 1944 innan han blev attaché vid Utrikesdepartementet (UD) 1945. Han var bland annat förste ambassadsekreterare i Ankara 1959,  Aten 1963, ambassadråd 1970 (tillförordnad 1965) och ambassadör 1972-1973. Bergman var därefter generalkonsul i Hongkong 1974-1980.
Bergman var från 1960-talet svårt sjuk, förlamad av polio och rullstolsburen.